# Ciolkovského rovnice
Ciolkovského rovnice nebo též Základní raketová rovnice popisuje pohyb tělesa (rakety), které se řídí základním principem: raketový motor, který pracuje na principu akce a reakce, je naplněn nějakým palivem, které je zažehnuto a prudce vyvrhnuto ven s výtokovou rychlostí. Na základě zákona o zachování hybnosti se raketa pohybuje. Poprvé ji popsal britský matematik William Moore. Nezávisle na něm ji však objevil koncem 19. století ruský vědec Konstantin Eduardovič Ciolkovskij, po němž je pojmenována.
Podle Ciolkovského rovnice platí pro každý manévr volného tělesa prováděný pomocí raketového motoru:
{\displaystyle \Delta v\ =v_{e}\ln {\frac {m_{0}}{m_{1}}}}     
nebo ekvivalentně:
{\displaystyle m_{1}=m_{0}e^{-\Delta v\ /v_{e}}}
     
případně také
     
{\displaystyle m_{0}=m_{1}e^{\Delta v\ /v_{e}}}
kde {\displaystyle \Delta v} je rozdíl mezi počáteční a konečnou velikostí rychlosti rakety, {\displaystyle m_{0}} je počáteční hmotnost rakety, {\displaystyle m_{1}} je hmotnost rakety po spotřebování paliva na manévr, {\displaystyle v_{e}} výtoková rychlost zplodin z raketového motoru a {\displaystyle e} je Eulerovo číslo.
{\displaystyle 1-{\frac {m_{1}}{m_{0}}}=1-e^{-\Delta v\ /v_{e}}} je hmotnostní poměr (mezi počáteční hmotností a hmotností paliva).

Ciolkovského rovnice je platná, když na raketu nepůsobí žádné vnější síly. Kdybychom jej chtěli zobecnit pro použití v silovém poli (typicky v zemském tíhovém poli), stačí využít poznatku 2. Newtonova pohybového zákona, který říká, že změna hybnosti je rovna vnějším působícím silám. Získáme tím Měščerského rovnici.

## Odvození
Rovnice lze odvodit ze zákona zachování hybnosti. 
V čase {\displaystyle t} má raketa o hmotnosti {\displaystyle m} a rychlosti {\displaystyle v} hybnost {\displaystyle p=mv}. Za nějaký malý interval {\displaystyle \mathrm {d} t} z rakety vyletí malý kousek paliva o hmotnosti {\displaystyle \mathrm {d} m}. Jeho rychlost vůči raketě v inerciální vztažné soustavě je rovna {\displaystyle v-v_{e}}. Raketa sama je o tuto hmotnost {\displaystyle \mathrm {d} m} lehčí. Zároveň se rychlost rakety zvýší o {\displaystyle \mathrm {d} v} díky 3. Newtonovu pohybovému zákonu. Hybnost se zachovává, je v čase {\displaystyle t} a čase {\displaystyle t+\mathrm {d} t} stejná, tedy {\displaystyle p_{t}=p_{t+\mathrm {d} t}}.
{\displaystyle mv=(m-\mathrm {d} m)(v+\mathrm {d} v)+\mathrm {d} m(v-v_{e}).}
Při roznásobování lze diferenciální člen 2. řádu {\displaystyle \mathrm {d} m\mathrm {d} v} zanedbat, jeho vliv je malý. Po úpravě získáme tvar
{\displaystyle \mathrm {d} v=v_{e}{\frac {\mathrm {dm} }{m}}.}
Protože je rychlost výtoku spalin v ideální raketě (tzv. Ciolkovského hypotéza) stálá, je konstantou. Nyní stačí rovnici integrovat. Dolní mezí je nějaký libovolný okamžik, horní mezí je po manévru, pro který se změna rychlosti počítá. Tyto meze označíme dolním indexem {\displaystyle 0}, resp. {\displaystyle 1}.
{\displaystyle \int _{v_{0}}^{v_{1}}\mathrm {d} v=v_{e}\int _{m_{0}}^{m_{1}}{\frac {\mathrm {dm} }{m}},}
{\displaystyle \Delta v=v_{1}-v_{0}=v_{e}\ln {\frac {m_{0}}{m_{1}}}.}